# Constructieve motie van wantrouwen
De constructieve motie van wantrouwen is in België en Spanje de manier waarop het parlement de regering tot aftreden kan dwingen. Dit is qua gevolgen gelijk te stellen met de constructieve weigering van het vertrouwen.  Dit systeem werd grotendeels overgenomen uit de Duitse Grondwet.

## Duitsland
In de tijd van de Weimarrepubliek functioneerde het democratische stelsel slecht: in de 14 jaar van het bestaan van de republiek had Duitsland 20 kabinetten. Om een dergelijke situatie in het naoorlogse Duitsland te voorkomen bevatte artikel 67 van de Duitse grondwet de volgende bepaling:
Artikel 67
(1) Der Bundestag kann dem Bundeskanzler das Misstrauen nur dadurch aussprechen, dass er mit der Mehrheit seiner Mitglieder einen Nachfolger wählt und den Bundespräsidenten ersucht, den Bundeskanzler zu entlassen. Der Bundespräsident muss dem Ersuchen entsprechen und den Gewählten ernennen.
(2) Zwischen dem Antrag und der Wahl müssen 48 Stunden liegen.
Ofwel: de Bondskanselier kan alleen worden afgezet wanneer een meerderheid van het parlement binnen 48 uur een opvolger kiest.
Deze constructie heet in het Duits: Konstruktives Misstrauensvotum. In de geschiedenis van de Bondsrepubliek is de constructieve motie van wantrouwen slechts eenmaal met succes gebruikt: in 1982 wist Helmut Kohl met behulp van de FDP de nieuwe kanselier te worden in plaats van de zittende Helmut Schmidt.

## België
In principe schrijft de Belgische Grondwet voor dat er om de 5 jaar verkiezingen zijn voor de Kamer van volksvertegenwoordigers. De regering moet te allen tijde het vertrouwen hebben van de meerderheid van de leden van de Kamer.  Wanneer de regering dat vertrouwen niet meer heeft (wat blijkt uit de stemming van een motie van vertrouwen waarin de regering het vertrouwen vraagt van de kamer of een Motie van wantrouwen waarin de kamer het vertrouwen van de overheid betwist), is zij in principe verplicht ontslag te nemen, wat gevolgd zal worden door nieuwe verkiezingen wanneer er geen nieuwe regering gevormd kan worden.
In 1993 werd de Grondwet op dit punt veranderd en werd het systeem van de constructieve motie van wantrouwen ingevoerd.  Hiermee wil men vermijden dat het parlement de regering al te lichtvaardig zou laten vallen.
Nu volstaat zo'n motie van wantrouwen niet langer om de regering tot ontslag te dwingen. Het parlement moet tegelijkertijd een nieuwe eerste minister aanduiden.
Wanneer het parlement dit niet doet, kan de regering aanblijven en is dit slechts een waarschuwing om haar beleid bij te sturen.
Wanneer het parlement wel een opvolger voor de eerste minister aanduidt, is de aftredende eerste minister verplicht het ontslag van zijn regering aan te bieden aan de Koning, die ook verplicht is het ontslag te aanvaarden. De Koning benoemt de aangeduide opvolger ook meteen als formateur. Zodra deze een nieuwe regering heeft gevormd zijn de gewone procedures opnieuw van toepassing.
Aan de stemming van een constructieve motie van wantrouwen worden bijzondere voorwaarden opgelegd. Een volstrekte meerderheid van de leden van de Kamer (minstens 76) moet deze motie aannemen en tegelijkertijd een opvolger voordragen. Over de motie kan slechts gestemd worden na verloop van 48 uur. Dit is een afkoelingsperiode, een periode van reflectie, waarin de regering de kans krijgt om de brokken alsnog te lijmen.
Hetzelfde principe geldt voor de constructieve weigering van het vertrouwen.  Dit is identiek aan de motie van wantrouwen, alleen is het hier de regering die de vertrouwensvraag stelt en niet een of meer parlementsleden.  Ook deze verwerping moet gebeuren door een volstrekte meerderheid van de leden van de Kamer (minstens 76) en er moet met die meerderheid binnen de drie kalenderdagen dan een opvolger voor de eerste minister worden aangeduid.  Wanneer dit niet gebeurt, blijft de regering in het zadel.
Wanneer het parlement er niet in slaagt een opvolger voor te dragen of die opvolger slaagt er niet in een regering te vormen, kan het parlement ontbonden worden en volgen er nieuwe verkiezingen.

### Vlaamse gemeenten
Sinds augustus 2021 kan een constructieve motie van wantrouwen ook in de gemeente. De gemeenteraad kan zo één schepen vervangen of het hele college van burgemeester en schepenen vervangen. De motie moet ondertekend zijn door meer dan de helft van alle raadsleden, door ten minste twee derde van de raadsleden van elke fractie die de motie ondersteunt en door meer dan de helft van de leden van de fractie waartoe een nieuwe schepen behoort. Is de motie gericht tegen één schepen, dan moet twee derde van zijn fractie de motie steunen. Een motie kan niet minder dan een jaar na de installatie van de gemeenteraad (na de verkiezingen), minder dan een jaar na een vorige motie en minder dan een jaar voor de volgende verkiezingen.
Sindsiden zijn coalitiewissels gebeurd met een constructieve motie van wantrouwen in
Blankenberge (augustus 2021),
Langemark-Poelkapelle (september 2021),
Meise (september 2021),
Zoersel (september 2021),
Eeklo (oktober 2021),
Boortmeerbeek (oktober 2021),
Willebroek (december 2021),
Bornem (februari 2022),
Maldegem (februari 2022),
Meerhout (februari 2022),
Vosselaar (februari 2022),
Wervik (mei 2022),
Grimbergen (juni 2022),
Zele (juni 2022),
Hamont-Achel (juli 2022) en
Kruibeke (december 2022).
In De Panne nam de gemeenteraad eerst een motie aan, maar trok die nadien weer in omdat die ongeldig was, het oude bestuur trad terug aan..
Individuele schepenen werden vervangen in Anzegem, Lille, Niel, Waasmunster en Eeklo.
Voor 2021 gold een procedure waarbij de gemeenteraad de 'structurele onbestuurbaarheid' kon vaststellen. De gouverneur kreeg dan een bemiddelingsopdracht en pas als die mislukte, kon de gemeenteraad een nieuw bestuur kiezen.